# Петров Олександр Валерійович
Олександр Валерійович Петров нар. 10 березня 1959, Перевальне) — радянський і український футболіст, що грав на позиції воротаря. Відомий за виступами у складі сімферопольської «Таврії» у вищій українській лізі та нижчих лігах СРСР, а також низці українських та російських клубів нижчих ліг.

## Кар'єра футболіста
Олександр Петров народився у Сімферопольському районі, та є вихованцем бахчисарайської ДЮСШ. З 1978 року футболіст знаходився у складі команди другої ліги СРСР «Атлантика» з Севастополя, проте на поле не виходив. У 1979—1981 роках Олександр Петров грав у дублюючому складі команди «Таврія» з Сімферополя у першій та вищій союзній лізі. В основному складі команди майстрів Петров дебютував у 1982 році виступами в складі севастопольської «Атлантики», де став основним воротарем. У складі севастопольської команди футболіст грав до кінця сезону 1984 року, зігравши 131 матч. У 1985—1986 роках Олександр Петров проходив військову службу в команді другої ліги СКА (Одеса). Після закінчення військової служби знову став гравцем «Таврії», яка на цей час вибула до другої ліги. У складі сімферопольської команди воротар брав участь у «срібному» сезоні команди 1986 року та у «золотому» сезоні 1987 року, за підсумками якого «Таврія» повернулась до першої ліги, проте в обох випадках зіграв недостатню кількість матчів для отримання медалей.
На початку 1988 року Олександр Петров став гравцем команди другої ліги «Океан» з Керчі, проте вже у другій половині року повернувся до складу «Таврії», в якій грав уже в першій лізі до кінця 1989 року, проте основним воротарем не був. У 1990 році Петров став гравцем команди другої ліги «Нафтовик» з Охтирки, проте в кінці року вдруге за свою футбольну біографію він став гравцем керченського «Океана», в якому грав до кінця сезону 1991 року.
Після розпаду Радянського Союзу Олександр Петров вирішив продовжити виступи в команді другої ліги Росії «Аган» з міста Радужний у Сибіру. За рік він отримав запрошення повернутись до «Таврії», яка на той час уже виступала у вищій українській лізі. У складі сімферопольської команди Петров грав протягом сезону 1993—1994 років, провів 23 матчі у чемпіонаті, став разом із командою фіналістом розіграшу Кубка України, втім у самому фіналі участі не брав. Після закінчення сезону Олександр Петров покинув «Таврію», після чого грав виключно в аматорських командах Криму.